# Lasiodora fracta
Lasiodora fracta é uma espécie de aranha pertencente à família Theraphosidae (tarântulas).